# مصطفى البوحسيني
مصطفى البوحسيني هو عالم مغربي حصل على العديد من الجوائز على أبحاثة في المجال الزراعي.

## مسيرته
سنة 2018، تسلم البوحسيني جائزة «التميز مدى الحياة -2018» (Lifetime Achievement Award) لأبحاثه في مجال مقاومة النباتات للحشرات، وذلك على هامش أشغال المؤتمر الدولي حول مقاومة النباتات للحشرات، الذي أقيم يومي 8 و9 مارس 2018 بمركز أبحاث روتهامستد بإنجلترا.
وذكر بلاغ للمركز الدولي للأبحاث الزراعية في المناطق الجافة (ICARDA)، أن البوحسيني، الذي يجري أبحاثه بالمركز الدولي للأبحاث الزراعية في المناطق الجافة (إكاردا) منذ 1996، ساهم من خلال أعماله البحثية في تطوير أصناف من القمح الطري والقمح الصلب لمقاومة ذبابة هس في المغرب. كما شارك في تطوير أصول وراثية أخرى مقاومة للحشرات، مثل حشرات السونة والمن الروسي (القمح والشعير).
وتُمنح هذه الجائزة كل سنتين الجمعية الدولية لمقاومة النباتات للآفات الحشرية، للباحثين الذين قدموا إسهامات علمية في مجال البحث حول مقاومة النباتات الوراثية للآفات الحشرية.
وتعد جائزة «التميز مدى الحياة -2018»، الرابعة عشرة التي نالها مصطفى البوحسيني خلال مسيرته العلمية، خمس منها حصل عليها من ا لمركز الدولي للأبحاث الزراعية في المناطق الجافة (إكاردا)، واثنتان من المغرب، فيما حصل على الجوائز السبع المتبقية من هيئات دولية.
ودشن الباحث المغربي مسيرته العلمية في مركز الزراعة الجافة التابع للمعهد الوطني للبحث الزراعي بسطات (1980 -1995). ويمارس مهامه منذ سنة 2012 بالفرع الجهوي للمركز الدولي للبحوث الزراعية في المناطق الجافة إيكاردا بالرباط إلى جانب فريق دولي من الباحثين في تخصصات مختلفة، وذلك في إطار الشراكة الاستراتيجية بين المغرب وإيكاردا.